# Leiber/Stoller
Der Textdichter Jerry Leiber (* 25. April 1933 in Baltimore, Maryland; † 22. August 2011 in Los Angeles, Kalifornien) und der Komponist Mike Stoller (* 13. März 1933 in New York City) waren eines der wichtigsten US-amerikanischen Musikproduzenten- und Songwriter-Duos der 1950er und 1960er Jahre. Dutzende ihrer Songs erreichten die amerikanischen Charts und prägten die Musik dieser Zeit, beispielsweise Hound Dog, Jailhouse Rock und Stand by Me.

## Leben
Jerry Leiber und Mike Stoller wurden beide 1933 in jüdische Familien geboren. Sie lernten sich Anfang 1950 in Los Angeles kennen, als Stoller gerade sein Studium am Los Angeles City College begann und Leiber im letzten Jahr an der Fairfax High School war. Sie befreundeten sich schnell, auch da beide eine Vorliebe für Blues und Rhythm and Blues hegten.
Jerry Leiber war einige Zeit mit der Schauspielerin Gaby Rodgers verheiratet und hatte drei Söhne. Er starb 2011 im Alter von 78 Jahren im Cedars-Sinai Medical Center in Los Angeles.
Mike Stoller ist seit 1970 in zweiter Ehe mit der Musikerin Corky Hale verheiratet. Neben seiner Zusammenarbeit mit Leiber schrieb er gemeinsam mit Artie Butler die Musik zum 2011 produzierten Broadway-Musical The People in the Picture. 1956 hatte Stoller zusammen mit seiner ersten Ehefrau den Untergang der Andrea Doria überlebt.
2009 veröffentlichten sie bei Simon & Schuster ihre gemeinsame Autobiografie Hound Dog: The Leiber and Stoller Autobiography unter Mitwirkung von David Ritz.

## Karriere

### Erste Songs

Charles Brown - Hard Times

Leiber und Stoller verfassten ihren ersten gemeinsamen Song für das Rhythm-&-Blues-Quartett The Robins, das bereits seit Mai 1949 Platten aufnahm. Es handelte sich um den am 2. März 1950 aufgenommenen Titel That's What The Good Book Says, mit Bibelhinweisen für Lebenssituationen, der von Modern Records (#807) im Februar 1951 mit der A-Seite Rockin‘ auf den Markt kam. Im Dezember 1950 entstand für Jimmy Witherspoon der aus einer Live-Aufnahme im Shrine Auditorium von Los Angeles aufgenommene Titel Real Ugly Woman (Modern #821), der ebenfalls im Februar 1951 – diesmal als A-Seite – veröffentlicht wurde. Es folgte das textlich riskante Too Much Jelly für Little Brother Brown, aufgenommen für Okeh (#6835) am 4. September 1951. Diese ersten Kompositionen erreichten nicht die Charts. Das änderte sich mit Hard Times (Aladdin #3116), das von dem erfolggewöhnten Charles Brown am 24. September 1951 bei Radio Recorders aufgenommen und am 19. Januar 1952 durch Anzeigenunterstützung im Billboard-Musikmagazin veröffentlicht wurde und einen Rang sieben der Rhythm-&-Blues-Hitparade mit einem Umsatz von 80.000 Exemplaren erreichte. Nun nahm die Plattenindustrie durch den ersten Hit aus der Feder von Leiber/Stoller Notiz vom jungen Autoren-Team.

Little Willie Littlefield - K.C. Loving

Jimmy Witherspoon nahm im November 1952 für das King-Records-Tochterlabel Federal Records in Los Angeles ihr Corn Whiskey (Federal #12107) auf, das den erfolggewöhnten Bluesshouter jedoch nicht wieder in die Hitparade brachte. Ralph Bass produzierte am 18. August 1952 den obskuren Boogie Woogie-Pianisten Little Willie Littlefield, der mit K.C. Loving (Federal #12110) eine weitere Komposition von Jerry Leiber und Mike Stoller aufgriff. Produzent Bass hatte darauf bestanden, den ursprünglichen Titel Kansas City in K. C. Loving umzubenennen, weil das flotter klinge. Der Song wurde nach Veröffentlichung am 29. Dezember 1952 ebenfalls chartmäßig nicht wahrgenommen, aber Jahre später unter dem ursprünglichen Titel Kansas City mit über 300 Versionen zu einem der am meisten gecoverten Rock-’n’-Roll-Songs. Für Ray Charles komponierten sie die B-Seite The Snow is Falling, als dieser noch bei Swingtime Records (#326) unter Vertrag stand; als der Song im Februar 1953 veröffentlicht wurde, befanden sich bereits zwei Atlantic-Singles auf dem Markt. Floyd Dixon coverte im Juni 1953 Too Much Jelly Roll (Aladdin #3111), live aufgenommen in der Blues-Jamboree in Los Angeles.

### Durchbruch

Willie Mae ‚Big Mama‘ Thornton

Am 13. August 1952 stand die Bluessängerin Big Mama Thornton zusammen mit der Johnny Otis-Band für Peacock Records vor dem Mikrofon, um die in wenigen Minuten entstandene und auf einer braunen Papiertüte festgehaltene Leiber/Stoller-Komposition Hound Dog aufzunehmen. Erstmals unter Produktionsregie der Komponisten spielte die Besetzung Devonia Williams (Piano), Albert Winston (Bass), Pete Lewis (Gitarre) und Leard Bell (Schlagzeug). Bereits der Titel Hound Dog weist auf zweideutige Verwendbarkeit hin. Einerseits ist ein Jagdhund gemeint, andererseits wird diese Kombination im Slang auch für „Schürzenjäger“ oder schmarotzender Gigolo benutzt. Die offenkundigen sexuellen Anspielungen werden im Text fortgesetzt, Thornton und die Band versuchen mit imitiertem Hundegebell alles, um die Jagdhundvariante zu betonen.
Leiber/Stoller griffen in ihrer Anfangsphase die alte Bluestradition auf und schrieben häufig zweideutige Songs. Nach der Erstveröffentlichung im Januar 1953 (Peacock #1612) gelang es der Country-Blues-Version, bis auf Platz 1 der R&B-Charts vorzudringen und sich dort für sieben Wochen zu behaupten. Thorntons „schwarze“ Version hatte allerdings damals in den Pop-Charts keine Chance, konnte dennoch über 500.000-mal verkauft werden.

### Eigenes Plattenlabel

Willy & Ruth - Love Me

Leiber und Stoller gründeten im Februar 1954 das Plattenlabel Spark Records, an dem außer den Komponisten noch ihr Förderer Lester Sill sowie Jack Levy und Stollers Vater beteiligt waren. Hier wurden lediglich 44 teilweise obskure Singles veröffentlicht, fast alle geschrieben und produziert von Leiber/Stoller. Die hier veröffentlichten Songs gelangten zwar nicht selbst in die Charts, doch waren viele von ihnen Originalvorlage für spätere Hits durch andere Interpreten; so etwa die erste Single des Labels (Spark #101), erschienen im Februar 1954 mit dem Duo Willy & Ruth (Come A Little Bit Closer), Spark #103 waren die Robins mit Riot In Cell Block #9 (aufgenommen im März 1954, veröffentlicht im Mai 1954; später gecovert von den Coasters), #105 war wiederum Willy & Ruth mit Love Me (Elvis Presley) oder Smokey Joe’s Café (Spark #122; aufgenommen am 7. Juli 1955, veröffentlicht im August 1955). Letzterer Song hatte enorme Hitpotenziale, die jedoch durch die kleine Plattenfirma mit ihren Vertriebsproblemen nicht ausgeschöpft werden konnten. Nesuhi Ertegün von Atlantic Records befand sich zur Zeit der Plattenaufnahmen in Los Angeles und erfuhr von der Aufnahme. Er kontaktierte seinen Bruder Ahmet und Atlantic Records-Produzent Jerry Wexler. Alle waren sich einig, dass Leiber/Stoller ihre Plattenfirma liquidieren sollten und zu Atlantic Records überwechseln könnten. Spark wurde im November 1955 von Atlantic Records übernommen.

### Unabhängige Musikproduzenten
Am 28. September 1955 schloss Atlantic Records mit Leiber/Stoller einen Vertrag. Er sah vor, dass die beiden Autoren als unabhängige Produzenten für Atlantic tätig werden sollten. Bei dem Atlantic-Tochterlabel Atco Records erschien sodann Riot In Cell Block #9 erneut im Oktober 1955 und erreichte Rang 10 der R&B-Charts mit einem Plattenumsatz von 100.000 Exemplaren. Zu jenem Zeitpunkt trennten sich die Robins jedoch.
Mit personellen Veränderungen entstand aus ihnen die neue Gruppe Coasters, deren erster Titel wiederum aus der Feder Leiber/Stoller stammte: Down In Mexico (11. Januar 1956, veröffentlicht im Februar 1956) erreichte einen achten Rang in den R&B-Charts, das ebenfalls am 11. Januar 1956 entstandene One Kiss Led To Another (veröffentlicht im Juli 1956) schaffte den ersten Crossover mit Platz 73 in den Popcharts. Im März 1957 erschien Searchin‘ / Young Blood (aufgenommen am 15. Februar 1957), hielt sich für 13 Wochen auf Rang #1 der Rhythm-&-Blues-Hitparade, drang bis auf Rang 3 der Popcharts vor und verkaufte über zwei Millionen Exemplare. Als die Coasters im Januar 1958 nach New York übersiedelten, war hier meist die gleiche Sessionband zugegen: George Barnes (Gitarre, Banjo), Allen Hanion (akustische Gitarre), Sonny Clarke (elektrische Gitarre), Wendell Marshall (Bass), King Curtis (Tenorsaxophon), Mike Stoller (Piano) und Gary Chester (Schlagzeug). Von den 24 Leiber/Stoller-Kompositionen, die die Coasters in die Charts brachten, kamen sechs in die Top 10, sechs wurden zu Millionensellers: Searchin’ / Young Blood (über 2 Millionen), das humorvoll die Eltern-Kinderbeziehung persiflierende Yakety Yak (aufgenommen am 17. März 1958; über 2 Millionen), der das Schüler-Lehrerverhältnis beschreibende Titel Charlie Brown (11. Dezember 1958; eine Million), das moralpredigende Poison Ivy (17. April 1959; über eine Million) und Along Came Jones (26. März 1959; über eine Million). Die Coasters waren das wesentlichste Vehikel für die Kompositionen von Leiber/Stoller und als Gruppe imstande, die Ideen der Komponisten in Hits zu transportieren. Es handelte sich zumeist um ironisch-humorvolle Songs über das Straßenmilieu der Jugendlichen und ihre Beziehungen zu Eltern oder Lehrern, zusammengefasst in Miniaturdramen.

### Hits für Elvis Presley
Elvis Presley war auf fremde Kompositionen angewiesen. Als ersten Titel von Leiber/Stoller übernahm er Hound Dog. Die Fassung von Presley beruht aber nicht auf den bisher von diesem Song erschienenen Versionen. Produzent Bernie Lowe sah Hitpotenziale in diesem Song, jedoch nicht mit dem zweideutigen Originaltext. Deshalb bat er Freddie Bell and the Bellboys, die riskanten Passagen des Songs umzuschreiben und zu glätten. Freddie Bell hatte die textlich bereinigte Single auf Teen Records #101 Ende 1955 veröffentlicht und stellte sie während seiner Auftritte in Las Vegas vor. Als Elvis zwischen dem 23. April und 6. Mai 1956 in Las Vegas auftrat, hörte er Hound Dog in der Fassung von Freddie Bell & The Bellboys, der mit seiner Band hier eine gute Rezeption hatte. Ab 16. Mai 1956 übernahm Elvis den Song in sein Repertoire. Nach der Studioaufnahme vom 2. Juli 1956 wurde die Elvis-Single am 13. Juli 1956 veröffentlicht und über sechs Millionen Mal verkauft. Wenige Tage später überlebten Mike Stoller und seine Frau Meryl (geb. Cohen) den Untergang der Andrea Doria. Elvis übernahm insgesamt 24 Titel von Leiber/Stoller, von denen elf in die Charts kamen und sieben den Status als Millionenseller erreichten. Die als Vehikel für Musik gedrehten Elvis-Filme enthielten anfangs ebenfalls Kompositionen des Autorenteams, nämlich zwei in Loving You, vier im Film Jailhouse Rock – darunter auch die Titelmelodie Jailhouse Rock – und drei in King Creole.

### Weitere Hits der 1950er Jahre
Leiber und Stoller komponierten auch für weitere Interpreten. Ab 1952 hatten innerhalb von zwei Jahren über 20 Künstler ihre Kompositionen übernommen. Dazu gehörten Amos Milburn (Flying Home, aufgenommen am 30. Januar 1952), Little Esther Phillips mit Hollerin’ And Screamin’ (Januar 1952), der textlich riskante Jump-Blues Nosey Joe von Bullmoose Jackson (6. Februar 1952), Little Esther Phillips (B-Seite Mainliner von Saturday Night Daddy; 25. Juli 1952), Striking On You Baby für Little Willie Littlefield (September 1952), oder Drip Drop für die Drifters (August 1954).
Allmählich änderten sie ihren Musikstil von sehr klaren Rhythm-and-Blues-Strukturen zu Rock ’n’ Roll. Das weiße Trio Cheers beschrieb in Black Denim Trousers And Motorcycle Boots (veröffentlicht im August 1955) die die Highways terrorisierenden Motorradgangs und bescherte mit einem Rang #6 Pop dem Autorenteam einen weiteren nationalen Pophit. Danach übernahmen der Bluesshouter Joe Turner mit The Chicken And The Hawk (3. November 1955), die Drifters mit Ruby Baby (19. September 1955) und Dance With Me (September 1959), Ruth Brown (Lucky Lips; 25. September 1956) oder Perry Como (B-Seite Dancin’ von Marching Along To The Blues; 1. Juli 1957) weitere Titel aus der Feder des aufstrebenden Teams. Die Clovers erhielten sodann den humorvollen Song Love Potion #9 (Juli 1959). Der Text handelt von einem bei Mädchen erfolglosen jungen Mann, der sich zu einer Wahrsagerin begibt, die ihm durch Händelesen auf den „Liebestrunk Nummer 9“ bringt. Dieser wirkt unerwartet konsequent, denn der junge Mann küsst nun alles, was ihm in den Weg kommt, auch einen Polizisten. Nach dieser fatalen Wirkung fragt er sich, was dann erst nach Einnahme des „Liebestrunk Nummer 10“ passieren wird.
Nachdem der chartmäßig nicht notierte Titel K. C. Loving wieder in Kansas City umbenannt wurde, machte Produzent Bobby Robinson für Wilbert Harrison daraus nach Veröffentlichung am 23. März 1959 einen Millionenseller, der für zwei Wochen die Popcharts anführte und den Titel mit über zwei Millionen verkauften Exemplaren unsterblich machte. In weniger als einer halben Stunde wurde der Song im Februar 1959 gegen Ende der Aufnahmesession mit Jimmy Spruill (Gitarre), der ein stacheldraht-scharfes Solo präsentiert und King Curtis (Tenorsaxophon), abweichend vom Arrangement des Originals, eingespielt. Die übrigen Instrumente spielt Harrison selbst. Bereits am 9. März 1959 hatte Little Richard seine Version aufgenommen, und mit Hank Ballard & Midnighters oder Rocky Olsen folgten weitere Versionen noch im Jahr 1959.

### Die sechziger Jahre
Mit dem nicht von ihnen komponierten There Goes My Baby brachten die Produzenten Leiber/Stoller die Drifters zurück zum Erfolg. Dabei waren die Voraussetzungen hierfür nicht gut. Der Rhythm-&-Blues-Sound des Songs wurde am 6. März 1959 mit vier Geigen und einem Cello, von Stan Applebaum arrangiert, unterlegt. Chef-Produzent Jerry Wexler war entsetzt: „Das hört sich an wie zwei sich überlagernde Radiosender“ und wollte den Song zunächst nicht veröffentlichen. Nach großen Widerständen kam es dennoch zur Veröffentlichung, im Mai 1959 avancierte er zum Millionenseller.
Im Jahr 1961 zogen Leiber/Stoller in das berühmte New Yorker Brill Building (1619 Broadway), wo bereits eine Vielzahl von Komponisten, Produzenten und Musikverlagen residierten. Durch diese Konzentration ergaben sich einerseits Synergien etwa durch Ideenaustausch unter den Komponisten, andererseits konnten die musiktechnischen Erfordernisse komplettiert werden (die Komponisten suchten sich einen Musikverlag im Gebäude aus, der wiederum die Interpreten auswählte). Ferner ermöglichte die räumliche Nähe die Ausbildung junger Autoren- und Produzententalente.
Phil Spector, ehemaliger Sänger bei den Teddy Bears, versuchte sich bei Leiber/Stoller als Komponist/Produzent nützlich zu machen. Vermutlich war er ab Mai 1960 bei Aufnahmesessions der Drifters anwesend, ohne mitgewirkt zu haben. Leiber/Stoller ließen ihn Corinne, Corinna für Ray Peterson in den Bell Sound Studios im Oktober 1960 produzieren. Hier wurde auch ein Großteil der Aufnahmen von den Drifters und Ben E. King produziert, etwa Stand by Me. Umstritten sind die Beiträge von Phil Spector zum Klassiker Spanish Harlem, gesungen von Ben. E. King. Aufgenommen am 27. Oktober 1960 und veröffentlicht im Dezember 1960 wird der Song als von Jerry Leiber und Phil Spector komponiert registriert. Doch Sänger Ben E. King schreibt Leiber/Stoller 95 % künstlerische Beteiligung zu, die offiziell auch als Produzenten gelistet werden. Die Geigenparts zusammen mit der Marimba wurden von Stan Applebaum arrangiert. Spectors Beiträge in den Tonstudios werden in jener Phase insgesamt als gering eingestuft. Unumstritten ist Spectors Obligato-Gitarrensolo während der Drifters-Aufnahmesession zu On Broadway / Let The Music Play am 22. Januar 1963. Es war die neunte Aufnahmesession für Leiber/Stoller als Produzenten für die Drifters, mit der 13. Session am 12. Dezember 1963 beendeten sie ihren Produzentenjob. Wichtige Hits für die Gruppe waren Dance With Me (komponiert von Leiber/Stoller, 9. Juli 1959) oder der Tango Save The Last Dance For Me, der die Nummer eins der Popcharts erreichte.
Auch erhielten viele weitere Komponistentalente der 1960er Jahre durch Leiber/Stoller eine Startchance, darunter Gerry Goffin und Carole King, Doc Pomus und Mort Shuman sowie Barry Mann und Cynthia Weil.

### Wieder eigene Plattenlabels

Tippie & The Clovers - Bossa Nova Baby

Nach einem Streit über Gebührenabrechnungen mit Atlantic Records beendeten Leiber/Stoller die Zusammenarbeit mit dem Label und gründeten im November 1962 die eigene, kurzlebige Plattenfirma Tiger Records mit dem Tochterlabel Daisy Records. Hier wurden lediglich elf Singles veröffentlicht, von denen nur ein Titel (Alvin Robinsons Something You Got) in die Charts kam. Einige Songs jedoch sind von musikologischer Bedeutung, da sie als Coverversion erfolgreich wurden. Hierzu gehören das von Leiber/Stoller komponierte witzige Bossa Nova Baby in der Originalfassung von Tippie & The Clovers (19. Oktober 1962; das waren die ursprünglichen Clovers mit dem Leadsänger Roosevelt „Tippie“ Hubbard; Tiger #201) und das von Leiber/Stoller lediglich produzierte Go Now von Bessie Banks (4. Dezember 1963; Tiger #102), später ein Pophit für die Moody Blues. Der ausbleibende Hitparadenerfolg und die Bindung kreativer Fähigkeiten durch zunehmend administrative Aufgaben veranlasste die Autoren, die Labels nach nur zwei Jahren wieder zu liquidieren.
Mehr Erfolg war dem im Januar 1964 gegründeten Plattenlabel Red Bird Records mit dem Tochter-Label Blue Cat beschieden. Hier überließen sie die Kompositions- und Produktionsarbeit überwiegend jungen und ambitionierten Leuten wie Jeff Barry/Ellie Greenwich, Steve Venet, Artie Ripp oder dem noch unerfahrenen George „Shadow“ Morton. Das von dem routinierten Musikindustriekenner George Goldner geführte Label konzentrierte sich überwiegend auf Girlgroups. Elf der 30 ersten Singles gelangten in die Top 40. Erster Hit kam von den Jelly Beans (I Wanna Love Him So Bad, Juni 1964; Red Bird #10-003), erster Millionenseller war Chapel of Love von den Dixie Cups, größter Hit Leader of the Pack von den Shangri-Las. Im April 1966 verkauften sie Red Bird an ihren Partner George Goldner für einen symbolischen Dollar. Goldner verkaufte innerhalb weniger Monate die Mastertapes an Shelby Singleton.

### Weitere Hits und Karriereausklang
Nach dem Verkauf von Red Bird komponierten oder produzierten Leiber/Stoller nur noch sehr selektiv. Sie schrieben den existenzialistischen Song über desillusionierende Erfahrungen Is That All There Is?, aufgenommen von Peggy Lee am 24. und 29. Januar 1969, arrangiert und dirigiert von Randy Newman, wofür ein Grammy-Award vergeben wurde. Peggy Lee hatte zuvor die feministische Hymne I’m A Woman vom Autorenteam übernommen, aufgenommen am 14. November 1962 in den New Yorker Capitol Studios. Der Song kam zeitgleich mit dem Beginn der amerikanischen Women’s Liberation-Bewegung in die Charts.

Stealers Wheel - Stuck in the middle with you

Stealers Wheel waren die erste britische Band, die Leiber/Stoller als Produzenten gewinnen konnten. Die LP Stealers Wheel enthielt den ebenfalls von Leiber/Stoller produzierten Titel Stuck in the Middle with You, der im Februar 1973 als Single ausgekoppelt wurde und über eine Million Exemplare umsetzte. Im November 1975 produzierten sie mit Peggy Lee das Album Mirrors. Eine neu abgemischte und erweiterte Fassung dieses Albums erschien im Dezember 2005 mit dem Titel Peggy Lee Sings Leiber & Stoller.
A&M records suchten die Dienste von Leiber/Stoller für die britische Sängerin Elkie Brooks. Die LP Two Days Away, aufgenommen 1976 in drei Tonstudios (darunter auch AIR) und veröffentlicht im Juni 1977, stellte sich als Erfolg in Großbritannien und Europa heraus. Ihre letzte bedeutende Komposition hierfür war Pearl's A Singer (komponiert zusammen mit Ralph Dino und John Sembello), die sich zum größten Hit für Brooks entwickelte. Die erfolgreiche Zusammenarbeit wurde für das Album Live and Learn im Oktober 1979 fortgesetzt. 1975 produzierten sie „Procol's Ninth“ für Procol Harum, 1980 wurde in London unter dem Titel Only in America eine Werkschau zu ihrem Leben aufgeführt. 1986 schrieben sie auf Einladung Frank Sinatras mit The Girls I Never Kissed dessen letzte Single.

## Statistik und Auszeichnungen
Jerry Leiber: „Wir schreiben keine Songs, wir schreiben Schallplatten“. Für Jerry Leiber sind bei BMI insgesamt 392 Titel urheberrechtlich registriert, davon erhielten 24 einen BMI-Award. Mike Stoller wird mit 339 Titeln erwähnt, davon entfällt ein großer Teil auf die Rolle als Ko-Autor zusammen mit Jerry Leiber. Beide gehören damit zu den Komponisten mit den meisten Urheberrechten. Auf dem Broadway wurde 1995 das Musical Smokey Joe's Cafe uraufgeführt, das 38 Songs von Leiber und Stoller enthält.
- 1985: Songwriters Hall of Fame
- 1987: Rock & Roll Hall of Fame
- 1988: Hound Dog wird in die Grammy Hall of Fame aufgenommen
- 1991: ASCAP Founders’ Award
- 1994: Ein Stern wird im Hollywood Walk of Fame eingerichtet mit Handabdrücken im Hollywood Rockwalk
- 2000: Ivor Novello International Songwriters Award
- 2005: Kansas City wird zum offiziellen Song von Kansas City (Missouri) gewählt
- 2015: Rang 20 der 100 größten Songwriter aller Zeiten des Rolling Stone[24]